# Eriador
Eriador, que significa «Tierra Solitaria» en la lengua sindarin, es un lugar ficticio perteneciente al legendarium del escritor británico J. R. R. Tolkien. Es una gran región situada en la parte noroccidental de la Tierra Media, entre las Montañas Nubladas (al este) y las Montañas Azules (al oeste). En ella se encuentran la Comarca, Rivendel, Bree y el reino desaparecido de Arnor.

## Descripción
En la Segunda Edad del Sol y posiblemente mucho antes, estaba cubierta de bosques, pero los Dúnedain cortaron la mayoría de ellos para construir barcos con su madera. La mayoría de Eriador a principios de la Tercera Edad estaba ocupada por el reino de Arnor, el cual más tarde se separó en los reinos rivales de Arthedain, Rhudaur y Cardolan. La Comarca ocupó parte del antiguo reino de Arthedain, mientras que Bree y sus aldeas cercanas se encontraban en la zona fronteriza de Cardolan. Los tumularios habitan en la antigua zona de enterramiento construida en la Primera Edad por los Edain cuando viajaban hacia Beleriand. Otros lugares importantes en Eriador son Rivendel y los reinos desiertos de Eregion y Angmar. En la época de la Guerra del Anillo, Eriador estaba significativamente desierta.
Sus fronteras son:
- Al este, las Montañas Nubladas.
- Al norte, la bahía helada de Forochel, que inundó parte de las tierras de Morgoth tras la Guerra de la Cólera.
- Al oeste, las montañas de Ered Lindon.
- Al sur, el río Aguada Gris y la tierra de Enedwaith. Tras la Guerra de la Cólera, parte de la frontera al suroeste se sitúa a lo largo de la costa del Belegaer.